# Dystonie dopa-sensible
 Mise en garde médicale
La dystonie dopa-sensible est une maladie rare d'origine génétique responsable de troubles de la marche apparaissant dans la petite enfance. Son phénotype peut être similaire à celui de la paralysie cérébrale infantile.
Une des formes les plus étudiées en est le déficit congénital autosomique dominant en cyclohydrolase I (en) (AD GCH 1), ou maladie de Segawa,.